# Batman (Prince-album)
A Batman Prince tizenegyedik stúdióalbuma és az 1989-es Batman filmzenéje. 1989. június 20-án adta ki a Warner Bros. Records. Az album sokszoros platinalemez lett és hat hétig volt a Billboard 200 lista élén, az első az Around the World in a Day óta. A "Batdance" szintén első volt a Billboard Hot 100-on, a "Kiss" óta az első. Kétszeres platina minősítést kapott az Amerikai Hanglemezgyártók Szövetségétől (RIAA).

## Munkálatok
Az albumot Prince hat hét alatt vette fel 1989 márciusa és februárja között és három korábban felvett dalt használt rajta: az "Electric Chair"-t, a "Scandalous!"-t, a "Vicki Waiting"-et (eredetileg: "Anna Waiting"). Eredetileg a "1999" és a "Baby I'm a Star" dalok is szerepeltek volna a filmben, de helyette Prince inkább felvett egy külön albumot a filmhez. Egy 2011-es interjúban (Rolling Stone) a zenész elmondta, hogy az album eredetileg egy együttműködés lett volna közte és Michael Jackson között: "Tudtad, hogy az album eredetileg egy duett lett volna Michael Jackson és köztem? Ő, mint Batman, én, mint Joker?" Prince adta volna elő a főgonosz funk dalait, Jackson pedig a főhős balladáit énekelte volna. Jackson túl elfoglalt volt a Bad World Tour turnéjával és már aláírt az Epic Records-dzal, a filmet pedig a Warner készítette. A teljes albumot Prince adja elő, egy-két kivétellel: a "The Arms of Orion"-on énekel Sheena Easton, a "Trust"-on Eric Leeds és Atlanta Bliss játszanak kürtön, és a "The Future"-ön Clare Fisher játszik vonósokat, amely eredetileg a meg nem jelent "Crystal Ball" dalon lettek volna. A "Partyman"-en énekel Prince akkori barátnője, Anna Garcia (Anna Fantastic). A "The Future" elején Michael Keaton hallható Batman szerepében.
Az albumon minden dal hozzá van kötve egy-egy szereplőhöz: a "The Future" és a "Scandalous" Batman, az "Electric Chair", a "Partyman" és a "Trust" pedig Joker dalok. A "Vicki Waiting" Bruce Wayne, míg a "Lemon Crush" Vicki Vale perspektívájából íródik és a karakterek duetteznek a "The Arms of Orion"-on. Az albumon Prince önmaga szerepében két sort énekel: a "Who do you trust if you can't trust God? Who can you trust—who can ya? Nobody" a "Trust"-on és a "Stop!" szó, amellyel vége van a "Batdance"-nek.

## Fogadtatás
2016-ban Matt Zoller Seitz méltatta Prince videóklipjeit és dalait a Batmanhez és azt mondta, hogy jobbak, mint a film maga. "A dalok egy introvertált Batman filmre utalnak, amit még senkitől nem kaptunk meg" és, hogy a videóklipek "pszichológiailag élesebbek, mint bármely más Batman film."

## Tulajdonjogok
A Batman franchise tulajdonjogai komplexek. Prince aláírt egy szerződést, hogy a dalait a Warner Bros. tulajdonolja. Így a kislemezei nem jelenhettek meg semmilyen válogatásalbumán a 2016-os 4Ever-ig, amelyen szerepelt a "Batdance". A "200 Balloons", a "Feel U Up" és az "I Love U in Me" B-oldalak szerepeltek az 1993-as The Hits/The B-Sides kollekción.

## Számlista
|    | Cím                                  | Hossz |
| -- | ------------------------------------ | ----- |
| 1. | The Future                           | 4:07  |
| 2. | Electric Chair                       | 4:07  |
| 3. | The Arms of Orion (Sheena Eastonnal) | 5:02  |
| 4. | Partyman                             | 3:11  |
| 5. | Vicki Waiting                        | 4:51  |
| 6. | Trust                                | 4:23  |
| 7. | Lemon Crush                          | 4:15  |
| 8. | Scandalous                           | 6:14  |
| 9. | Batdance                             | 6:13  |

## Közreműködők
- Prince – ének, minden további hangszer
- Eric Leeds – szaxofon (6)
- Atlanta Bliss – trombita (6)
- Sounds of Blackness – kórus (1)
- Sheena Easton – ének (3)
- Clare Fischer – zenekar (1)

## Kislemezek
| Kislemez                               | B-oldal(ak)                                                                      | Slágerlista | Slágerlista | Slágerlista |
| Kislemez                               | B-oldal(ak)                                                                      | US          | US R&B      | UK          |
| -------------------------------------- | -------------------------------------------------------------------------------- | ----------- | ----------- | ----------- |
| "Batdance"                             | "200 Ballons" "Batdance" (The Batmix) "Batdance" (Vicki Vale Mix)                | 1           | 1           | 2           |
| "Partyman"                             | "Feel U Up" "The Purple Party Mix" "Partyman" (music mix) "Partyman" (video mix) | 18          | 5           | 14          |
| "The Arms of Orion" (Sheena Eastonnal) | "I Love U in Me"                                                                 | 36          | –           | 27          |
| "Scandalous!"                          | "When 2 R in Love" "The Crime" "The Passion" "The Rapture" "Sex"                 | –           | 5           | –           |
| "The Future" (Németország, UK)         | "Electric Chair"                                                                 | –           | –           | –           |

## Slágerlisták
| Slágerlista (1989)                   | Legmagasabb pozíció |
| ------------------------------------ | ------------------- |
| Ausztrál Albumok (ARIA)              | 4                   |
| Osztrák Albumok (Ö3 Austria)         | 3                   |
| Holland Albumok (Album Top 100)      | 1                   |
| Német Albumok (Offizielle Top 100)   | 3                   |
| Új-Zélandi Albumok (RMNZ)            | 4                   |
| Norvég Albumok (VG-lista)            | 2                   |
| Spanyol Albumok (AFYVE)              | 5                   |
| Svéd Albumok (Sverigetopplistan)     | 2                   |
| Svájci Albumok (Schweizer Hitparade) | 1                   |
| UK Albums Chart                      | 1                   |
| US Billboard 200                     | 1                   |
| US Billboard Top R&B/Hip-Hop Albums  | 1                   |
| Slágerlista (2016)                   | Legmagasabb pozíció |
| US Billboard 200                     | 61                  |

## Minősítések
| Region                     | Certification | Certified units/sales |
| -------------------------- | ------------- | --------------------- |
| Ausztrália (ARIA)          | Arany         | 35,000                |
| Franciaország (SNEP)       | Platina       | 488,100               |
| Németország (BVMI)         | Arany         | 250,000               |
| Hong Kong (IFPI Hong Kong) | Arany         | 10,000                |
| Japán (RIAJ)               | Arany         | 100,000               |
| Hollandia (NVPI)           | Arany         | 50,000                |
| Új-Zéland (RMNZ)           | Arany         | 7,500                 |
| Spanyolország (PROMUSICAE) | Platina       | 100,000               |
| Svájc (IFPI Switzerland)   | Arany         | 25,000                |
| Egyesült Királyság (BPI)   | Platina       | 300,000               |
| Egyesült Államok (RIAA)    | 2× Platina    | 2,000,000             |